# Hibiscus megistanthus
Hibiscus megistanthus är en malvaväxtart som beskrevs av Bénédict Pierre Georges Hochreutiner. Hibiscus megistanthus ingår i Hibiskussläktet som ingår i familjen malvaväxter. Inga underarter finns listade i Catalogue of Life.